# 파티마 자흐라
파티마 자흐라(아랍어: فاطمة الزهراء Fatimah Zahra[*], 605년경 또는 615년 ~ 632년 8월 28일)는 이슬람의 창시자 무함마드의 딸이자, 알리 이븐 아비 탈리브의 아내이며 아흘 알 바이트에 속한다. 그녀는 시아파 이맘 하산 후사인 어머니이다.
이슬람계에서 파티마는 가장 인기있는 여성 이름 가운데 하나이다.
그러나 무함마드의 서거 직후 파티마의 갑작스런 죽음을 둘러싸고 논란이 일고 있다. 수니파 이슬람교는 파티마가 슬픔에 잠겨 죽었다고 주장한다. 시아파 이슬람교에 따르면, 그녀의 유산과 죽음은 새로운 칼리프인 아부 바크르 아부 바크르 아스시디크가 그의 권위를 공고히 하기 위해 명령한 그녀의 집을 습격하는 동안 입은 부상의 직접적인 결과였다. 파티마와 그녀의 남편 알리는 아부 바크르의 권위를 인정하기를 거부했고 무하마드가 가디르 행사에서 알리를 그의 후계자로 임명했다고 주장했다.
수니파와 시아파는 파티마의 죽어가는 소원이 아부 바크르가 그녀의 장례식에 참석하지 않는 것이라는 데 동의한다. 그녀는 어둠 속에 묻혔고 그녀의 정확한 매장 장소는 오늘날까지 알려지지 않았다.

## 성격
파티마는 예수의 어머니 마리아가 기독교에서 차지하고 있는 것과 유사한 위치를 이슬람에서 차지하고 있다. 파티마는 라시둔 칼리프의 마지막이자 최초의 시아파 이맘이자 이슬람에서 극도로 양극화되는 인물로 남아 있는 알리와 결혼했다. 무함마드 이후에 살았던 짧은 몇 달 동안 파티마는 알리의 가장 유명한 지지자였으며, 아부 바크르의 무함마드 계승과 그의 파닥 인수를 공개적으로 비판했다.
아마도 하나님의 사도의 말과 행동은 파티마의 성품에 대한 최고의 창을 제공할 것이다.
화나게 한 것 파티마는 (하나님과) 그의 사도를 화나게 했고, 그녀를 기쁘게 한 것은 (하나님과) 그의 사도를 기쁘게 하였다. 무함마드는 파티마를 "자신의 일부"로 생각했고 그녀를 역사상 가장 순수한 여성으로 여겼다. 메디나를 떠날 때 파티마는 무함마드가 마지막으로 작별을 고한 사람이었고 그가 돌아올 때 그녀는 처음으로 방문한 사람이었다. 말과 태도에서 파티마만큼 무함마드를 닮은 사람은 없었다. 파티마가 방에 들어올 때마다 무함마드는 그녀를 위해 일어나 그녀를 옆에 앉혔다. 하나님의 사도는 파티마가 천국에 들어가는 첫 번째 사람이 될 것이라고 예언했으며 시아파 하디스는 파티마가 그녀를 사랑하고 그녀처럼 의롭게 살았던 모든 사람을 천국으로 데려갈 것이라고 덧붙였다.
무슬림의 관점에서, 무함마드의 파티마에 대한 비범한 사랑과 존경은 아버지의 사랑을 훨씬 뛰어넘는 것이다. 왜냐하면 하나님의 사도는 결코 자신의 성향과 변덕에 따라 말한 적이 없기 때문이다. 실제로, 파티마에 대한 무함마드의 말은 단지 하나님이 보기에 그녀의 위치를 반영할 뿐이다. 마찬가지로 파티마는 무함마드를 열렬히 사랑했고 그녀는 움 아비하(Umm Abiha)라는 별명을 얻었다. 일례로 그녀는 남편 알리와 함께 우후드 전투 후 무함마드의 심각한 부상을 주의 깊게 돌보았다.

## 꾸란
꾸란의 일부 구절은 파티마의 이름이 언급되지 않았지만 파티마와 그녀의 가족과 관련이 있다.
특히 시아파와 대부분의 수니파 소식통은 정화의 구절이 파티마의 남편 알리와 두 아들 하산과 후세인과 함께 모든 죄와 악행으로부터 파티마를 제거한다고 말한다. 또 다른 대표적인 예는 무바할라 사건을 묘사한 무바할라의 구절이다. 수니파와 시아파는 파티마가 이 행사에서 무함마드와 동행한 유일한 여성이라는 데 동의한다. 이슬람 자체가 무바할라 사건에 위험에 처했기 때문에 무함마드는 이슬람과 그 가치를 가장 잘 대표하는 사람들을 불러낼 것으로 기대되었다. 파티마는 알리, 하산, 후세인과 함께 이 독특한 특권을 받은 유일한 여성이었다.
꾸란은 이슬람교도들에게 무함마드의 생애 동안 이슬람의 성장을 보장하기 위해 무함마드를 사랑하고 보호하라고 지시했다. 마찬가지로 꾸란은 무함마드 사후 이슬람의 존속을 보장하고 무함마드 사후 이슬람의 미래를 보장하기 위해 이슬람교도들이 이 네 사람을 사랑할 것을 요구했다.
꾸란의 Surah al-Kauthar도 파티마와 관련이 있다. 이 수라는 어린 두 아들의 죽음을 애도하고 그를 압타르라고 부르는 불신자들을 참을성 있게 견딘 무함마드를 위로했다. Abtar는 무함마드의 가부장제 사회에서 남성 자손이 없는 사람을 지칭하는 상처를 주는 모욕이었다. 이에 대한 응답으로 수라 알-카우타르는 무함마드에게 그가 풍요를 부여받았으며 그의 적은 후손이 없는 자가 될 것이라고 알렸다. 풍요가 정확히 무엇을 의미하는지, 예를 들어 천국 시민의 갈증을 해소하는 영원한 연못에 대한 다양한 견해가 있다. 일부 시아파와 수니파 타프시르는 파티마를 이 풍요의 (중요한 부분)으로 해석했는데, 이는 파티마를 통해 무함마드의 가계가 전 세계로 퍼졌기 때문이다. 이슬람 하디스는 이 해석을 지지한다.

## 죽음
파티마는 무함마드가 죽은 지 불과 몇 달 후에 사망했다. 시아파와 수니파 소식통에 따르면 그녀는 당시 각각 18세 또는 29세였다.
그러나 시아파 이슬람교는 파티마가 오마르가 파티마의 집을 습격하는 동안 입은 부상으로 사망했다고 주장한다. 시아파는 당시 임신한 파티마가 오마르의 습격 동안 여러 부상을 입었다고 종합적으로 믿고 있다. 이러한 부상은 그녀의 유산과 곧 사망의 직접적인 원인이 되었다.
수니파와 시아파는 파티마의 죽어가는 소원이 칼리프아부 바 크르 아스시디크와 그의 보좌관인 우마르 이븐 알카타브가 그녀의 장례식에 참석하지 않는 것이라는 데 동의한다. 알리는 마지막 소원을 이루기 위해 파티마를 비밀리에 묻었다. 그와 함께 그의 가족과 그의 가까운 동료 몇 명이 있었다. 시아파 출처에는 파티마의 죽음에 뒤이은 가슴 아픈 사건과 알리와 그 어린 아이들의 엄청난 고통이 엿보인다. 참고로, 수니파와 시아파는 "파티마는 나의 일부이다. 그녀를 화나게 하는 자는 저를 화나게 한다." 수니파와 시아파도 파티마가 죽을 때까지 아부 바크르와 오마르에게 화를 냈다는 데 동의한다. 시아파는 꾸란이 하나님의 선지자를 화나게 하는 자들에게 무서운 전망을 제시한다고 지적한다.
대부분의 초기 이슬람 인물과 달리 파티마의 정확한 매장 장소는 알려져 있지 않다. 수니파 소식통에 따르면 무함마드가 파티마를 역사상 가장 순수한 여성으로 여겼음을 고려할 때 이는 매우 이례적인 일이다.

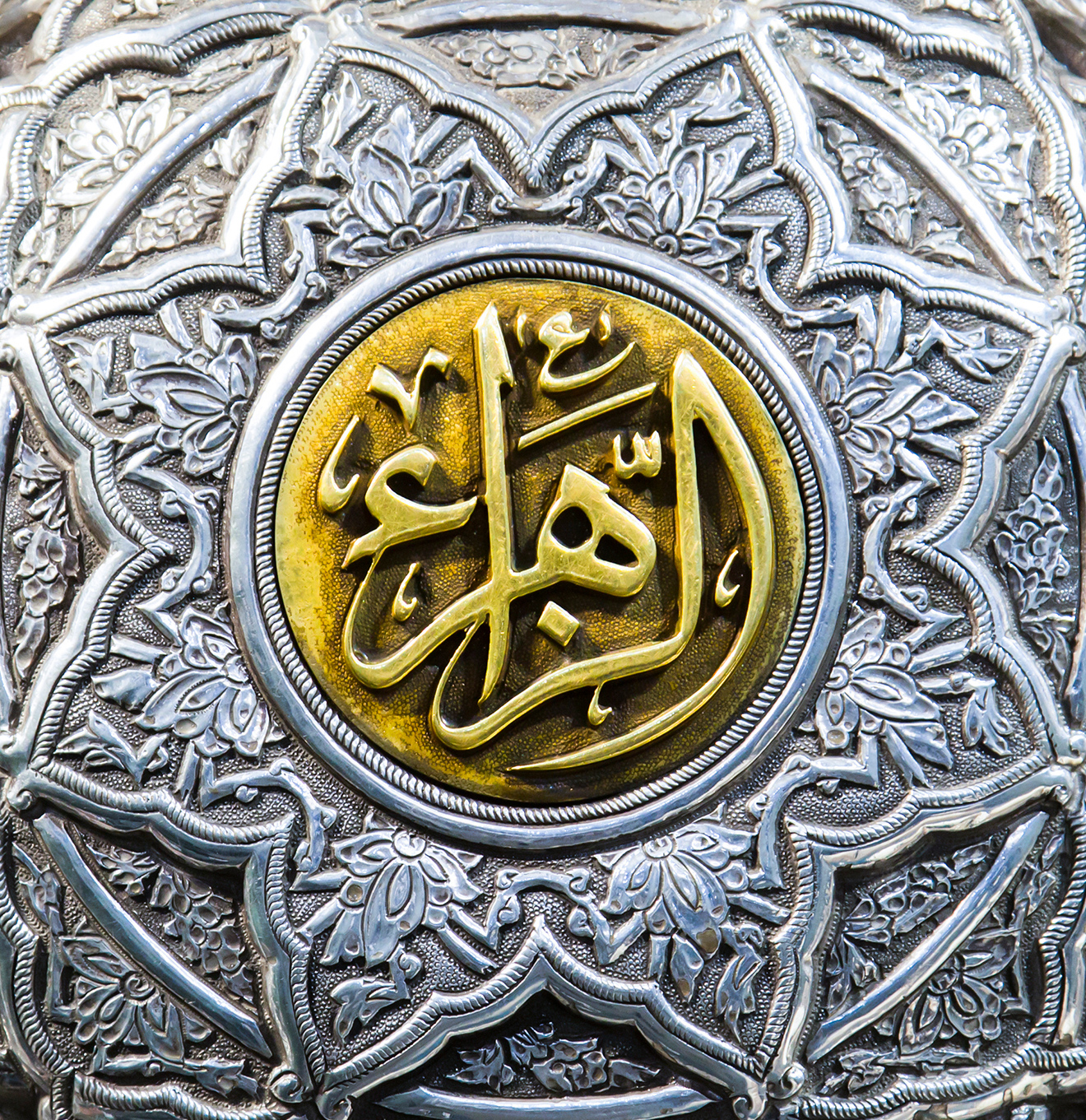

수니파 이슬람교는 파티마의 무덤이 있을 가능성이 가장 높은 두 곳이 알 바키 묘지와 그녀의 집이라고 주장한다. 파티마 매장의 은밀한 성격은 그녀가 그녀의 집에 묻혔다는 견해를 더욱 강화한다.
예언자의 가족에 대한 초기 이슬람 통치자들의 적대감 때문에 후자는 아마도 파티마의 매장지를 숨길 수 밖에 없었을 것이다. 시아파 소식통에 따르면 오마르는 파티마의 비밀 매장에 대해 알게 되자 파티마의 시신을 찾아 발굴한 다음 공개적으로 다시 매장하기로 결정했다. 결국, 오마르를 막은 것은 그를 죽이겠다는 알리의 위협이었다.

## 어머니의 날
이란인들은 파티마 알자흐라의 탄생일을 어머니의 날로 축하한다.

## 같이 보기
- 함사
- 파티마의 성모

## 참고 문헌
- Chittick, William C. (1981). 《A Shi'ite Anthology》. SUNY Press. ISBN 978-0-87395-510-2.
- Ordoni, Abu Muhammad (2012). 《Fatima (S.A.) The Gracious] Fatima (S.A.) The Gracious》. Ansariyan Publications.
- Sahih al-Bukhari
- Al-Amali (by al-Saduq)
- Al-Mustadrak ala al-Sahihayn